# Callonetta leucophrys
L'alzavola anellata, alzavola dalle ali anellate,  o anatra dagli anelli (Callonetta leucophrys (Vieillot, 1816)) è una piccola anatra diffusa nelle foreste del Sudamerica, si tratta dell'unica specie del genere Callonetta. Per la bella colorazione soprattutto nel maschio, è molto apprezzata e diffusa a scopo ornamentale.

## Habitat
Questo anatide vive nelle foreste tropicali lungo i corsi d'acqua ma anche nelle pianure acquitrinose ricche di boscaglia, i Lanos. Geograficamente parlando è popola le regioni del nord-ovest dell'Argentina, del Paraguay, della Bolivia, del Brasile e dell'Uruguay.

## Descrizione

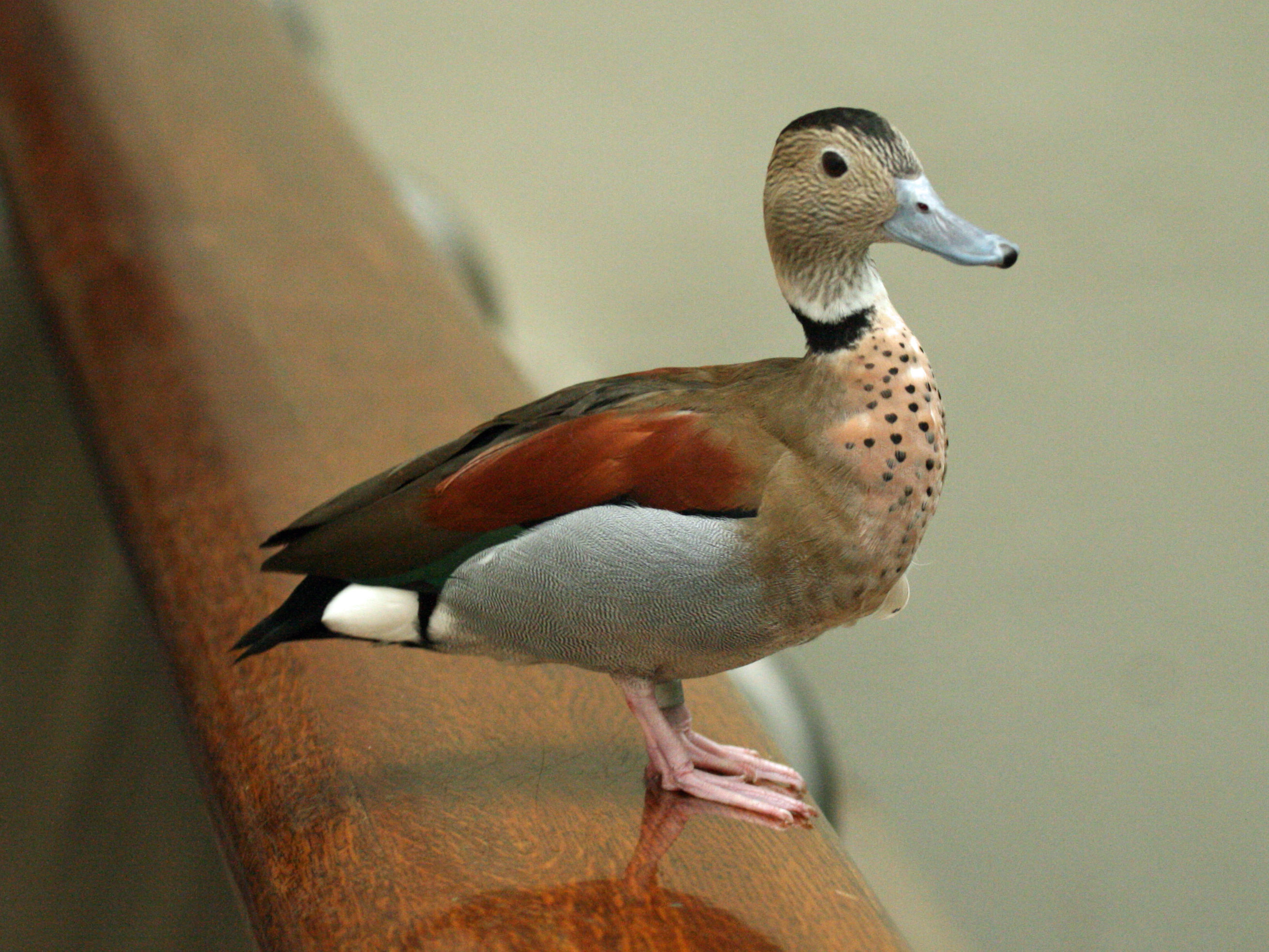
Esemplare di Callonetta leucophrys

Il maschio e la femmina rimangono colorati durante tutto l'anno. Il maschio ha una parte posteriore color castano, i fianchi grigi pallidi e un petto colorato di color salmone macchiettato di nero che sfuma al grigio sui fianchi, una fascia nera si allontana dalla parte superiore della relativa testa giù sino alla nuca. Le femmine hanno una parte posteriore oliva-brunastra con la testa bruna striata di bianco, dorso bruno mentre i fianchi sono striati di bianco, il ventre è bianco. Entrambi hanno una coda scura, una groppa pallida di contrapposizione e una zona bianca distintiva sull'ala; i becchi sono di color grigio-bluastro. Ha una lunghezza di circa 31 cm.

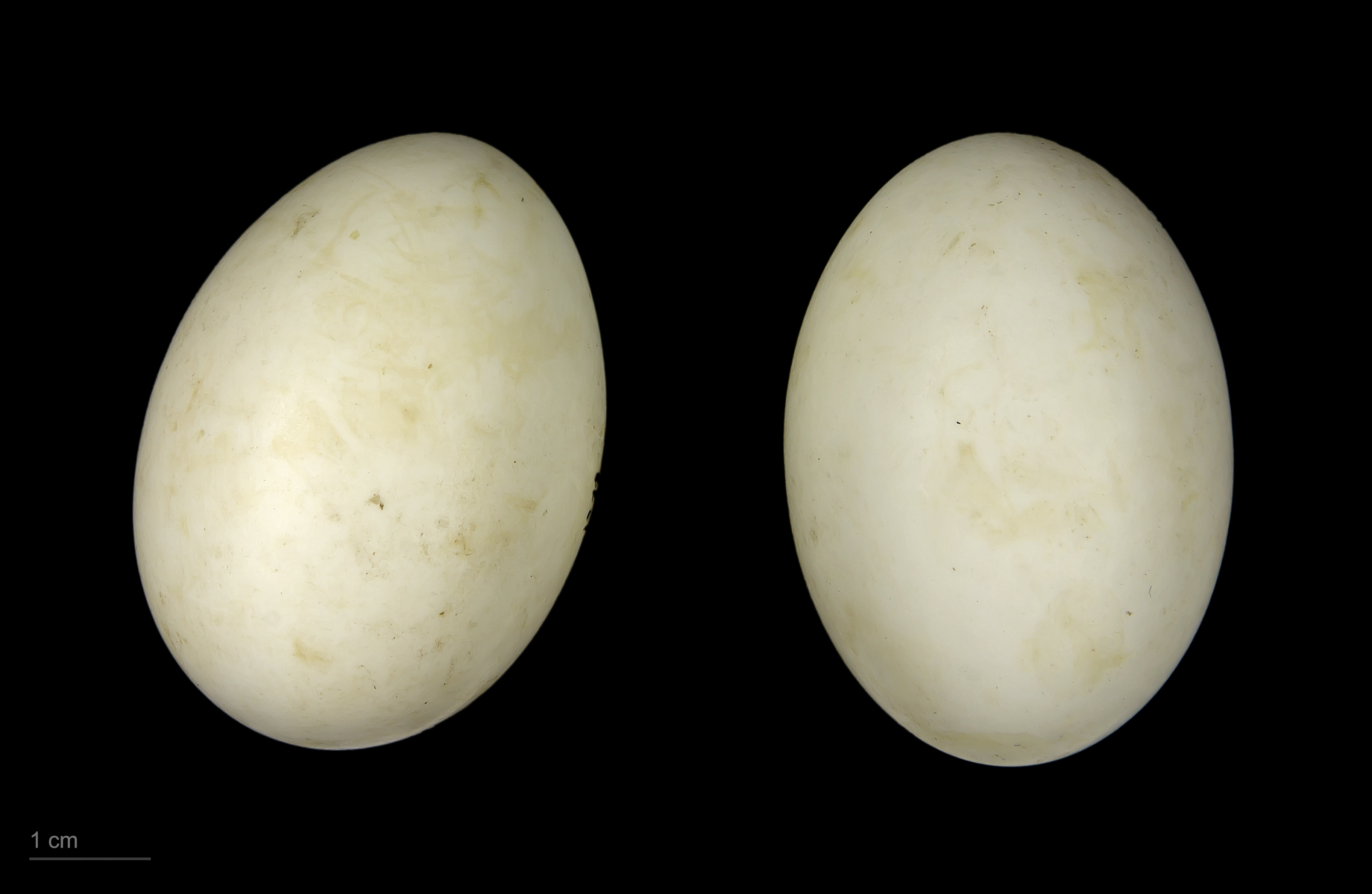
Callonetta leucophrys